# Партизански одреди у Бачкој
У ванредно тешким условима окупације у Бачкој брзо су разбијене многе партизанске групе, формиране јуна и јула 1941. Од преосталих група на терену Шајкашке формиран је новембра 1941. Први шајкашки НОП одред, јачине 53 борца. Одред је тежиште активности усмерио на политичко деловање у народу. Почетком јануара 1942. окружен је у Шајкашком риту од вишеструко надмоћних мађарских снага. Претрпевши осетне губитке успео је да се пробије из обруча, али је у јануарским потерама у Шајкашкој уништен. У условима непрекидног терора настављен је рад на оживљавању НОБ. Половином 1943. учвршћене су везе са Сремом и организован нови Обласни комитет КПЈ за Бачку и Барању. На основу одлуке ГШ Војводине формиран је у Фрушкој гори 11. августа 1943. Трећи бачко-барањски НОП одред од 16 бораца. Одмах по формирању одред се пребацио у Бачку и, попунивши се новим борцима, отпочео акције код села Филипова, Новог Врбаса, Бачке Паланке, Бача, Старог Врбаса и друга места. Под притиском непријатеља уз осетне губитке одред се новембра 1943. вратио у Срем. Крајем јануара 1944. један део одреда прешао је из Срема у Бачку, а почетком марта и остали делови, где су окупљани нови борци и пребацивани у Срем и Босну, у војвођанске бригаде. Тежиште дејстава Одреда половином 1944. било је усмерено на диверзантске акције на комуникацијама Нови Сад—Суботица и Нови Сад—Сомбор. Одред је крајем августа бројно нарастао па су реорганизацијом формирана три нова одреда, а ускоро још два (Бачкопаланачки, Шајкашки, Суботички, Сомборски и Новосадски НОПО, свега око 150 бораца). Дејствујући на терену својих срезова, Одреди су ојачали до 2000 бораца. У току септембра и октобра, поред већег броја заседа изведено је преко 30 диверзија на железничким пругама Нови Сад—Суботица и Нови Сад—Сомбор, и ослобођено преко 20 мањих места. Бачкопаланачки НОПО је 21. октобра ослободио Бачку Паланку, Суботички НОПО је истог дана упао у Суботицу и ликвидирао остатке непријатеља, све док нису пристигли делови Црвене армије. Новосадски НОПО је 22/23. октобра ослободио Нови Сад. Одреди су пружали знатну помоћ јединицама НОВЈ и Црвене армије при форсирању Тисе  ослобођењу Бачке. Почетком новембра 1944. сви ови одреди ушли су у састав 51. дивизије (Војвођанске) и учествовали у форсирању Дунава код Апатина и Батине.